# Chilotherium
Chilotherium – wymarły rodzaj nosorożca zamieszkujący dzisiejsze Europę i Azję w miocenie i pliocenie.

## Gatunki

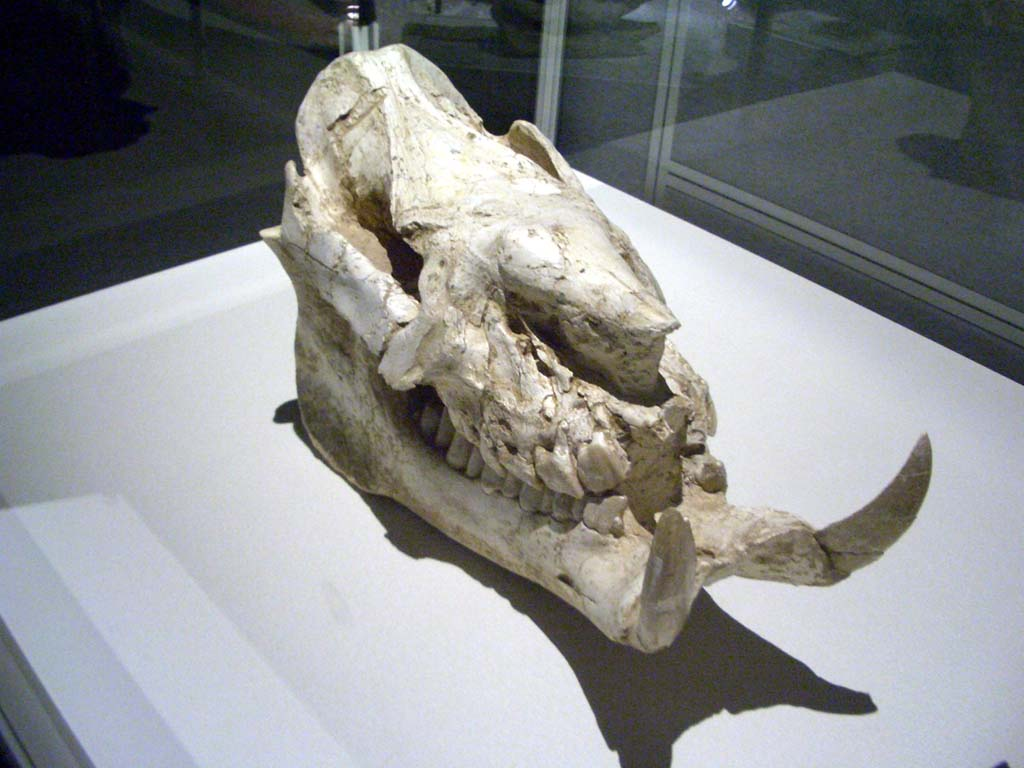
Chilotherium - czaszka

Między innymi:
- C. chabereri
- C. fenhoense
- C. haberi
- C. kilasi
- C. persiae